# NSB Ska 207
Die beiden Akkumulator-Schienentraktoren der Baureihe NSB Ska 207 wurden ab 1932 von Norges Statsbaner (deutsch Norwegische Staatsbahnen) in Norwegen eingesetzt. Die Lokomotiven wurden in der Schmalspur-Spurweite 750 mm gebaut. Sie wurden für kleinere Transportaufgaben und zum Rangieren eingesetzt.

## Geschichte
Die Norsk Elektrisk & Brown Boveri (NEBB) stellte den elektrischen Teil her und Skabo jernbanevognfabrik in Oslo war für den mechanischen Teil verantwortlich. Der Aufbau besteht aus einem hölzernen Führerhaus mit einem Vorbau auf jeder Seite, in denen die elektrische Ausrüstung untergebracht ist.
Das erste Einsatzgebiet der beiden Lokomotiven waren die Baustellen der Sørlandsbane. Verwendet wurden sie vor allem beim Bau des 9.065 Meter langen Kvinesheitunnel, der bis 1973 der längste Eisenbahntunnel Norwegens war. Dieser Tunnel wurde 1944 in Betrieb genommen. Beim Bau hatte man im Tunnel zwischen dem Normalspurgleis ein Schmalspurgleis eingebaut. Im Bereich der Arbeitsstelle bestanden Ausweichgleise, um wegen der langen Fahrzeiten vor Abfahrt der vollen Garnitur eine weitere leere Abraumgarnitur bereitstellen zu können.
Die Lokomotiven wurden 1946 auf Normalspur umgebaut, der Umbau wurde von Skabo durchgeführt. Beide waren rot lackiert, eine kurze Zeit um 1970 hatte Ska 207 3 einen grünen Anstrich.

## Einsatz und Verbleib

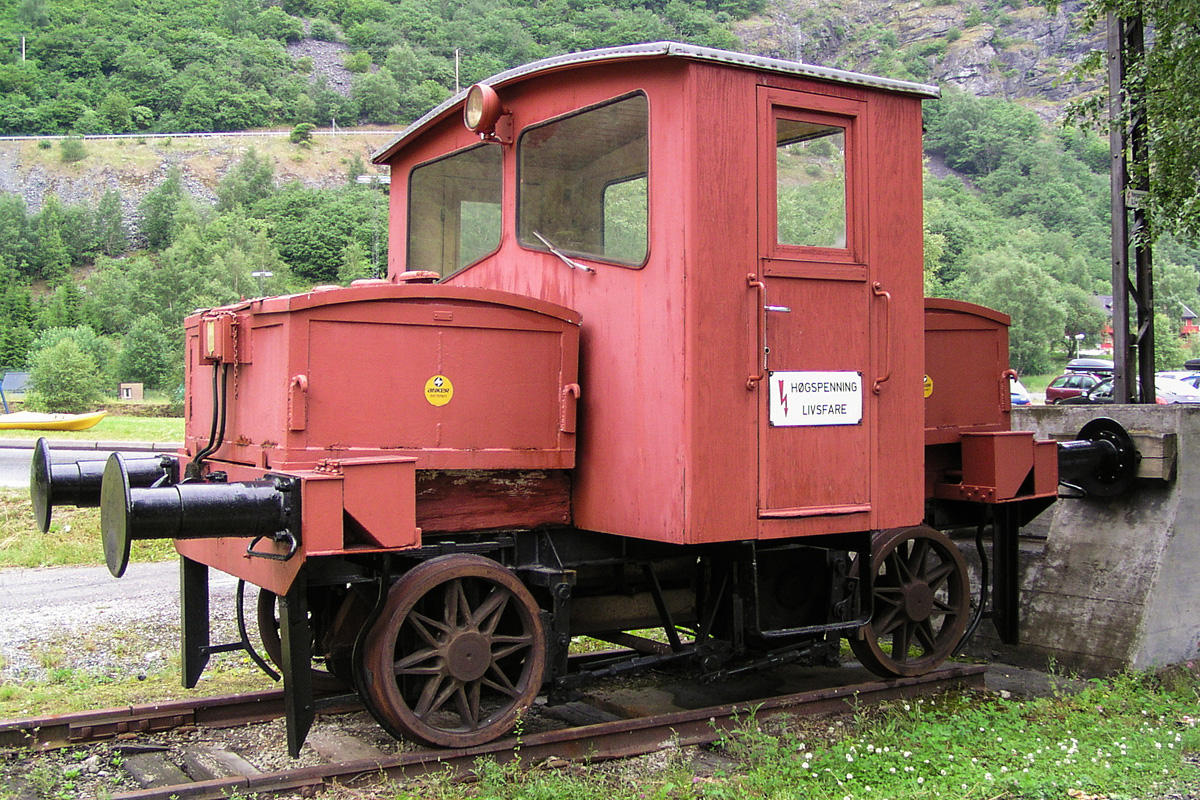
Die rotgestrichene Museumslok Ska 207.3 in Flåm im Jahr 2005.

Nach der Ablieferung waren die beiden Maschinen einen Großteil ihrer aktiven Zeit in Flåm stationiert. 1980 wurde die Lok Ska 207 4 ausgemustert und verschrottet. Ska 207 3 blieb als Museumslok, wieder im roten Anstrich, erhalten. Sie steht in einer Halle des Flåmbane-Museums am Bahnhof in Flåm.